# Андрейшурское (сельское поселение)
Андрейшурское — упразднённое муниципальное образование со статусом сельского поселения в составе Балезинского района Удмуртии. Административный центр — село Андрейшур.
Законом Удмуртской Республики от 17.05.2021 № 49-РЗ к 30 мая 2021 года упразднено в связи с преобразованием муниципального района в муниципальный округ.

## Население
| 2010  | 2012  | 2013  | 2014  | 2015  | 2016  |
| ----- | ----- | ----- | ----- | ----- | ----- |
| 1517  | ↘1468 | ↘1411 | ↘1337 | ↘1304 | ↘1267 |
| 2017  | 2018  | 2019  | 2020  | 2021  |       |
| ↘1226 | ↘1208 | ↘1192 | ↘1143 | ↘709  |       |

## Населённые пункты
| населённый пункт | Население, перепись (2010) |
| ---------------- | -------------------------- |
| Андрейшур        | 699                        |
| Беляны           | 21                         |
| Верх-Туга        | 22                         |
| Верх-Люк         | 40                         |
| Зилай (деревня)  | 12                         |
| Зилай (село)     | 35                         |
| Люк              | 232                        |
| Новый Кеп        | 90                         |
| Нововолково      | 447                        |
| Пулыб            | 18                         |
| Старый Кеп       | 1                          |
| Сенькачум        | 4                          |

### Упразднённые населённые пункты
Ворончиха, Вужпа, Жон Чубой, Зора, Каркашур, Качешур, Лулым, Малый Пулыб, Москвашур, Порошино, Ситники, Тазлуд, Такашур, Чубой.

## Социальная инфраструктура
В поселении действуют 3 школы (средняя в с. Андрейшур — 63 чел, в с. Нововолково — 70 чел, основная в д. Люк — 28 чел.), 2 дошкольных учреждения (в с. Нововолково — 13 чел., школа-сад в с. Андрейшур — 14 чел.), 2 библиотеки, 2 клуба, амбулатория и 2 фельдшерско-акушерских пунктов.